# Banca privada
Se denomina banca privada a toda institución financiera intermediaria entre los agentes económicos (personas, empresas y Estado) con capacidad de ahorro y los agentes que requieren inversión. La banca privada coloca recursos analizando las circunstancias personales del cliente, su situación vital, su patrimonio, sus preferencias, su perfil de riesgo y sus necesidades económicas; es decir, no presta en función de la viabilidad de un proyecto. 

La inversión mínima para acceder a un servicio de Banca Privada depende de cada entidad aunque el mínimo exigible suele estar establecido en 100.000 euros de patrimonio líquido financiero.
Además de un servicio de asesoramiento a medida, las entidades de Banca Privada ofrecen servicios de gestión discrecional de carteras, SICAVs y diversos productos a medida.

Actualmente, este servicio es ofrecido tanto por grandes entidades financieras, que cuentan con un área especializada en grandes patrimonios, como por bancos dedicados exclusivamente a este segmento.

## Lista de las mayores corporaciones mundiales de banca privada
Las diez mayores entidades globales de banca privada en 2016, cuyos datos corresponden a 2015 (listados por volumen de gestión de activos):

| Rango | Gestora                       | País           | Valor de los activos (bn USD) |
| ----- | ----------------------------- | -------------- | ----------------------------- |
| 01    | UBS                           | Suiza          | $1.737,5                      |
| 02    | Bank of America Merrill Lynch | Estados Unidos | $1.444,8                      |
| 03    | Morgan Stanley                | Estados Unidos | $1.439,4                      |
| 04    | Credit Suisse                 | Suiza          | $687,3                        |
| 05    | Royal Bank of Canada          | Canadá         | $620,9                        |
| 06    | Citigroup                     | Estados Unidos | $508,5                        |
| 07    | JP Morgan Chase               | Estados Unidos | $437,0                        |
| 08    | Goldman Sachs                 | Estados Unidos | $369,00                       |
| 09    | BNP Paribas                   | Francia        | $357,3                        |
| 10    | Deutsche Bank                 | Alemania       | $311,4                        |

## Lista de las mayores gestoras de banca privada que operan en España
La lista fue elaborada a partir de la información del ranking de las mayores gestoras de banca privada y fondos de inversión de Inverco

y de la Guía de Banca Privada 2014 de la Revista Inversión & Finanzas.com nº 959
.
| id | Gestora de Banca Privada                 |
| -- | ---------------------------------------- |
| 01 | Andbank                                  |
| 02 | A&G Banca Privada                        |
| 03 | CaixaBank Banca Privada                  |
| 06 | Banif Gestión                            |
| 07 | Bankia Banca Privada                     |
| 08 | BBVA Gestión de Patrimonios              |
| 09 | BNP Paribas                              |
| 10 | BSI Spain Am                             |
| 11 | BNP Paribas                              |
| 12 | Credit Suisse Group Gestión              |
| 13 | Deutsche Bank DWS Investments            |
| 14 | Egeria Activos                           |
| 15 | Fineco Patrimonios (filial de Capitalia) |
| 16 | JP Morgan Chase Gestión                  |
| 17 | Lombard Odier & Cie                      |
| 18 | Banca March Gestión                      |
| 19 | MdeF Gestión                             |
| 20 | Nmas1 AM                                 |
| 21 | Pactio Gestión                           |
| 22 | Banco Popular Español Gestión Privada    |
| 23 | Tressis Gestión                          |
| 24 | UBS AG Gestión                           |
| 25 | Banco Urquijo Gestión                    |